# Xã Aetna, Quận Mecosta, Michigan
Xã Aetna (tiếng Anh: Aetna Township) là một xã thuộc quận Mecosta, tiểu bang Michigan, Hoa Kỳ. Năm 2010, dân số của xã này là 2.299 người.